# BeanShell
A BeanShell  egy Patrick Niemeyer által kitalált Java-szerű scriptnyelv. Java Runtime Environment (JRE)-ben fut és Java szintaxist használ, továbbá script parancsokat és szintaxist.

## Funkciói
A BeanShell lehetővé teszi a felhasználói számára, hogy definiálhassanak függvényeket, melyek hívhatók a script-en belül, de a háttér filozófiája az, hogy a szintaxist ne szennyezze tele túl sok kiterjesztéssel és "szintaktikai nyalánkságokkal", így biztosítani tudja, hogy a Javaban írt kódot csaknem egy az egyben végre tudja hajtani a BeanShell interpretált módon bármiféle változtatás nélkül, és fordítva. Ez teszi a BeanShellt olyan népszerű tesztelési és hibakeresési eszközzé.
A BeanShell támogatja a közönséges metódus closure-ként script-elt objektumokat, úgy mint a Perl-ben és a JavaScript-ben.
A BeanShell egy nyílt forráskódú projekt és számos alkalmazásba beépítették, mint pl. az OpenOffice.org-ba, Apache Ant-ba, WebLogic alkalmazásszerverbe, jEdit-be, JUMP GIS-be és sok másba is. A BeanShell egy könnyen integrálható API-val rendelkezik. Futtatható parancssorból vagy a saját grafikus környezetéből egyaránt.

## Története
A BeanShell végigment egy sztenderdizációs folyamaton Java Community Process (JCP) keretein belül JSR 274.
A BeanShell 2005 júniusi JSR felülvizsgálatának JCP általi jóváhagyása után nem volt látható aktivitás a BeanShell körül. A JSR 274 státusza "alvó" lett. A BeanShell utolsó kiadása 2005-ös dátumú, kompatibilitása a Java 1.3 kiadásra terjed ki.
A BeanShell leágaztatása a BeanShell2, mely 2007 májusában jött létre a Google Code webhelyén. A beanshell2 projekt számos hibajavítást és bővítést vitt véghez a BeanShell-en.
A BeanShell Double-Click egy automatikus Windows telepítő, melyet 2013-ban hoztak létre. Ez tartalmaz számos funkciót a desktop integrációhoz.

## Fordítás
Ez a szócikk részben vagy egészben  a   BeanShell című angol Wikipédia-szócikk ezen változatának fordításán alapul.  Az eredeti cikk szerkesztőit annak laptörténete sorolja fel. Ez a jelzés csupán a megfogalmazás eredetét és a szerzői jogokat jelzi, nem szolgál a cikkben szereplő információk forrásmegjelöléseként.